# دراج گردن‌سرخ
دراج گردن‌سرخ (نام علمی: Francolinus afer) نام یک گونه از سرده دراج است.